# Карманные часы

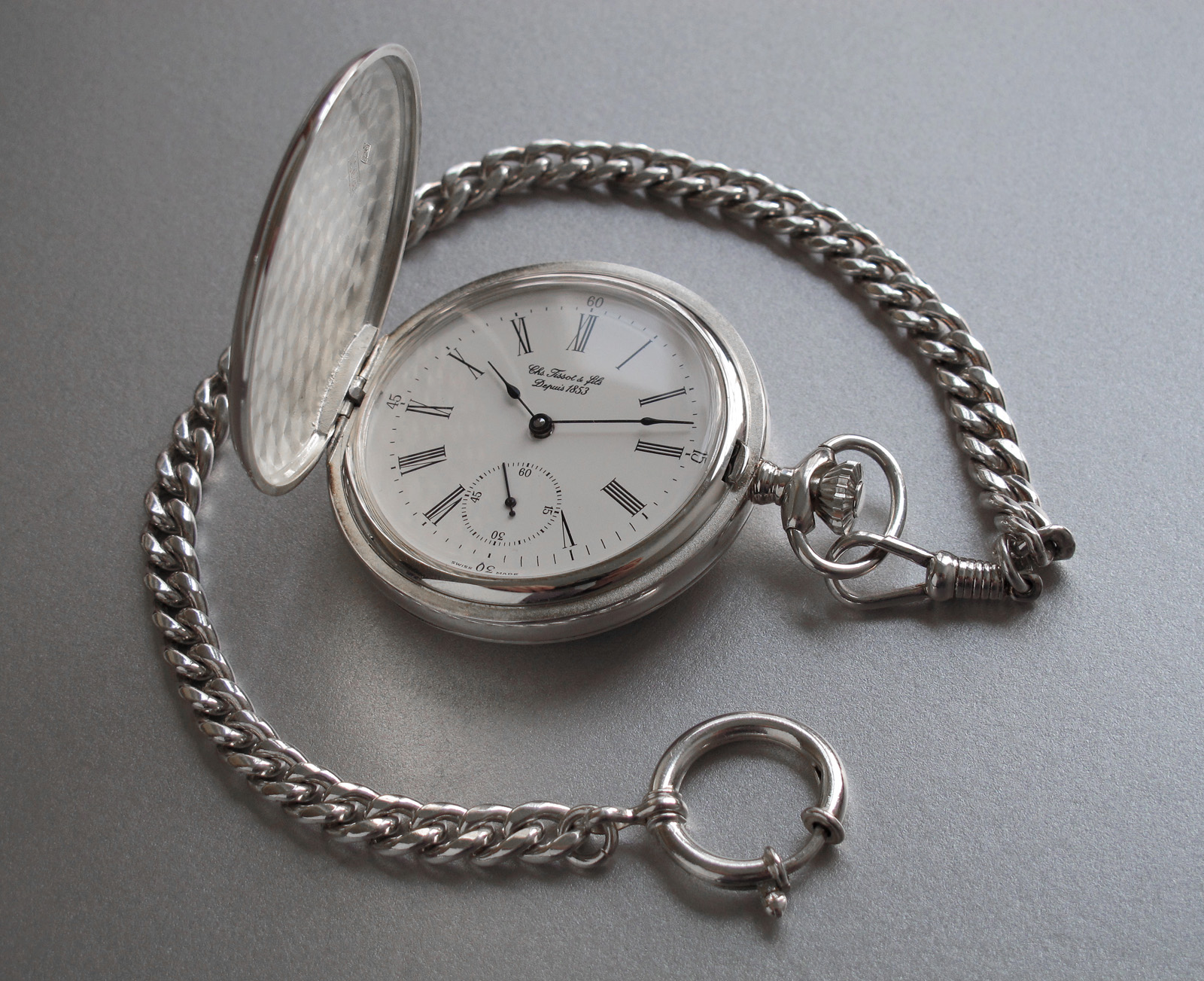
Карманные механические часы с цепочкой

Карманные часы — часы, носимые в часовом кармане одежды своего владельца, обычно жилета или брюк. Как правило, имеют металлическую цепочку для удобного доставания часов и сохранности их от потери и падения. Часто оснащаются откидной крышкой с пружинкой, защищающей часовое стекло от повреждений.

## История
Карманные часы появились в XVII веке, когда был изобретён часовой механизм привычных нам размеров, что позволяло уместить его в кармане одежды (а не на шее, как практиковалось ранее) для повседневного ношения.
Примечательно, что с дальнейшим изобретением наручных часов популярность карманных часов снизилась далеко не сразу, поскольку многие люди считали не совсем комфортным повседневное ношение прибора для измерения времени на запястье, предпочитая часовой карман («пистончик») собственного жилета или брюк.
Карманные часы носят на цепочке с брелоком. Брелок прикрепляют к одному концу цепочки, а сами часы, которые будут размещаться в отдельном кармане на стороне жилета или брюк, противоположной доминирующей руке, — ко второму.
С изобретением таких часов соответствующим образом была скорректирована и мода, постепенно появились жилеты со специальным отдельным карманом для часов.
До середины XIX века большинство карманных часов заводилось посредством отдельного ключа, который подвешивали на цепочку рядом с часами. Далее широкое распространение получил ремонтуар — механизм завода и перевода стрелок, не требующий использования заводного ключа (завод производится путём поворота имеющей как правило прямое рифление заводной головки, а перевод — поднятием этой головки и вращением её, при этом начинают и переводиться стрелки часов, после чего на головку нужно нажать), он применяется и во всех наручных часах. Военные карманные часы почти всегда имеют циферблаты и стрелки, покрытые радиевой светомассой постоянного действия (СПД), поэтому такие часы должны подвергаться замене её на нерадиоактивный светонакопитель на основе алюмината стронция, а удалённая под слоем воды светомасса вместе с водой — утилизироваться как радиоактивные отходы. Ни в коем случае нельзя в домашних условиях вскрывать и ремонтировать приборы с СПД, а также пытаться самостоятельно их дезактивировать.

## Галерея

Карманные часы и шатлен. Франция, 1860-е годы. Музей Халлвилов
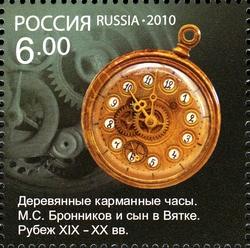
Деревянные карманные часы